# Julián Villagrán
Julián Villagrán Aguilar (Trebujena, 24 maggio 1973) è un attore spagnolo. È stato nominato due volte al Premio Goya per il miglior attore non protagonista, vincendo il premio nel 2013 per il film Unit 7.

## Biografia
Julián Villagrán  è nato a Trebujena, provincia di Cadice, ma è cresciuto a Siviglia formandosi come attore presso l'Istituto Teatrale Andaluso (CAT), dove mise in scena i suoi primi spettacoli come clown. Il suo primo ruolo da protagonista al cinema è nel 2001 con il film Carlos contra el mundo. A questo seguono negli anni seguenti altri piccoli ruoli in Astronautas, Hypnos, Cabeza de perro e 7 vírgenes. Nel 2008 ottiene la sua prima nomination al Premio Goya come attore non protagonista per il suo ruolo di Lalo nel film Bajo las estrellas. Nel 2013 ha invece vinto il premio nella stessa categoria per il film Unit 7.
Anche sua sorella Aixa Villagrán è attrice.

## Filmografia parziale
- Carlos contra el mundo, regia di Chiqui Carabante (2001)
- Astronautas, regia di Santi Amodeo (2004)
- Hypnos, regia di David Carreras (2004)
- 7 vírgenes, regia di Alberto Rodríguez Librero (2005)
- Bienvenido a casa, regia di David Trueba (2006)
- Cabeza de perro, regia di Santi Amodeo (2006)
- Bajo las estrellas, regia di Félix Viscarret (2007)
- La cebra, regia di Fernando Javier León Rodríguez (2011)
- Extraterrestre, regia di Nacho Vigalondo (2011)
- Impávido, regia di Carlos Therón (2012)
- Unit 7, regia di Alberto Rodríguez Librero (2012)
- Gernika, regia di Koldo Serra (2016)
- María (y los demás), regia di Nely Reguera (2016)
- Abracadabra, regia di Pablo Berger (2017)
- Quando gli angeli dormono, regia di Gonzalo Bendala (2018)
- Chi canterà per te?, regia di Carlos Vermut (2018)
- Operación Camarón, regia di Carlos Therón (2021)
- Como Dios manda, regia di Paz Jiménez (2023)